# Closed Note
Pour plus de détails, voir Fiche technique et Distribution.
Closed Note (クローズド・ノート, Kurozudo noto) est un film japonais, réalisé par Isao Yukisada et sorti en 2007. Il est adapté d'un roman de l'écrivain japonais Shusuke Shizukui. 

## Synopsis
Kae Horii emménage dans son nouvel appartement dans un quartier de Kyoto. En s'installant, elle découvre un curieux journal qui appartenait à l'ancienne locataire. En commençant à le lire, Kae Horii découvre que le journal appartient à Ibuki Mano, une professeur des écoles dans sa première année d'enseignement et amoureuse d'un certain Takashi. Au fil de ses lectures, Kae Horii en apprend plus sur la jeune femme. 

## Fiche technique
- Titre : Closed Note
- Titre original : クローズド・ノート (Kurozudo noto?)
- Réalisation : Isao Yukisada
- Scénario : Isao Yukisada, Chihiro Itō et Tomoko Yoshida d'après un roman de Shusuke Shizukui
- Photographie : Kōichi Nakayama
- Montage : Takeshi Imai
- Production : Morio Amagi, Kei Haruna et Yoshishige Shimatani
- Société de distributeur : Tōhō
- Studio : Cine Bazar
- Format : Couleur - 2,35:1 - Format 35 mm - Dolby Digital
- Pays d'origine : Japon
- Langue : japonais
- Durée : 138 minutes
- Dates de sortie :  Japon : 29 septembre 2007[1]

## Distribution
- Erika Sawajiri : Kae Horii
- Yūko Takeuchi : Ibuki Mano
- Yūsuke Iseya : Ryu Ishitobi
- Yuka Itaya : Hoshi Yamazaki
- Masaya Kikawada : Ryo Natsume
- Hiromi Nagasaku : Kanako
- Katsuo Nakamura : Kiichirou
- Saeko : Hana Ikeuchi
- Eisuke Sasai : Segawa
- Tetsushi Tanaka : Kashima
- Urara Awata : mère de Kimiyo
- Ai Yamaguchi : Kimiyo Mizuhara
- Momoko Shimizu : une élève dans la classe d'Ibuki
- Renji Ishibashi : Masamichi Nakazawa

## Récompenses et distinctions
- Prix Kinema Junpō de la meilleure actrice pour Yūko Takeuchi[2]